# Pseudione giardi
Pseudione giardi är en kräftdjursart som beskrevs av William Thomas Calman 1898. Pseudione giardi ingår i släktet Pseudione och familjen Bopyridae. Inga underarter finns listade i Catalogue of Life.